# آیین چاووش خوانی اول محرم در بوانات
آیین چاووش خوانی اول محرم در بوانات یکی از رسم‌های دیرینه ا ین شهر در استان فارس است که بیانگر آغاز ماه محرم و عزاداری حسینی است.
چاووش خوانان از نقاط مختلف شهر بوانات به سمت مرکز شهر حرکت کرده و با خواندن اشعار مذهبی خبر از آمدن محرم می‌دهند. مردم محلی چاووش خوانان را سفیر محرم نامیده‌اند و هرسال که این افراد در شهر حرکت می‌کنند تداعی کننده آغاز محرم برای مردمان شهر بوانات است.
چاووش خوانان و هیئت‌های عزاداری با برافراشتن ۵ بیرق بزرگ که یکی از آن‌ها به نشانه قیام امام حسین (ع) به رنگ سرخ و چهار بیرق دیگر به رنگ مشکی به نشانه عزای حسینی است، این مراسم مذهبی را اجرا می‌کنند.

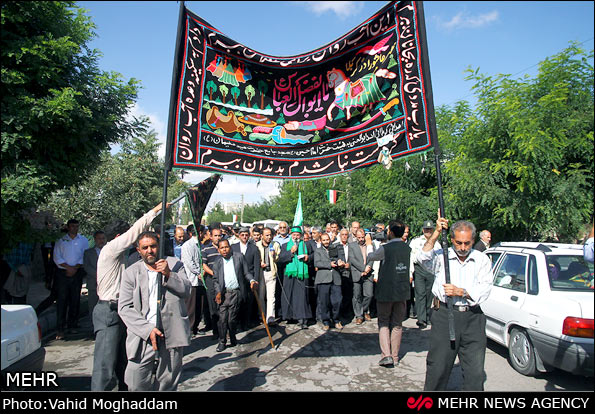
چاووشی خوانی در شهر بوانات - روز اول محرم

در گذشته رسم بر این بوده که در طی مسیر زمانی که چاووش خوان‌ها از منازل و خانه‌ها می‌گذشتند مادران و دختران به نیت تبرک و برآورده شدن حاجات پارچه‌های رنگی و نو را در بقچه می‌پیچیدند و با اهالی همراه می‌شدند وقتی که همه گروه‌ها به تکیه می‌رسیدند پارچه‌ها را به پیر چاووش خوان که مسئول تزئین نخل بود تحویل می‌دادند و سپس همگی کمک می‌کردند و نخل را آذین می‌بستند. اهالی هم با شنیدن نوای چاووشی خوانان به نشانه عزای حسینی پرچم بر درب منزل نصب می‌کردند.
مردم بوانات در شمال استان فارس، واژه چاووشی را به صورت چووشه(chowsheh) بر زبان می‌آورند و آیین چاووشی اول محرم این دیار که به ثبت ملی رسیده یادآور حرکت زائران و مشتاقان زیارت کربلا و عتبات عالیات است.

## ثبت ملی
آیین چاووش خوانی اول محرم در بوانات فارس به شماره ۱۴۴۴ در فهرست میراث فرهنگی ناملموس ایران به ثبت رسیده است.